# جورجي ناغي
جورجي ناغي (بالرومانية: Gheorghe Naghi)‏‏ (18 أغسطس 1932 - 10 مارس 2019 ) مخرج أفلام، وممثل من رومانيا.

## روابط خارجية
- جورجي ناغي على موقع IMDb (الإنجليزية)
- جورجي ناغي على موقع قاعدة بيانات الفيلم (الإنجليزية)
- جورجي ناغي على موقع كينوبويسك (الروسية)